# Långtjärnen (Sorsele socken, Lappland, 727649-159394)
Långtjärnen är en sjö i Sorsele kommun i Lappland och ingår i Umeälvens huvudavrinningsområde. Sjön har en area på 0,112 kvadratkilometer och ligger 389,2 meter över havet.

## Delavrinningsområde
Långtjärnen ingår i det delavrinningsområde (727754-159495) som SMHI kallar för Utloppet av Buresjön. Medelhöjden är 410 meter över havet och ytan är 17,85 kvadratkilometer. Räknas de 2 avrinningsområdena uppströms in blir den ackumulerade arean 66,04 kvadratkilometer. Storbäcken som avvattnar avrinningsområdet har biflödesordning 4, vilket innebär att vattnet flödar genom totalt 4 vattendrag innan det når havet efter 302 kilometer. Avrinningsområdet består mestadels av skog (59 procent) och sankmarker (31 procent). Avrinningsområdet har 1,26 kvadratkilometer vattenytor vilket ger det en sjöprocent på 7,1 procent.